# Меггерс
Меггерс — містечко та громада округу Брегенц в землі Форарльберг, Австрія. Меггерс лежить на висоті 948 м над рівнем моря і займає площу 11,44 км². Громада налічує 517 мешканців. Густота населення 45/км².  
Громада лежить в районі, який носить назву Брегенцький ліс. Неподалік розкинулося Боденське озеро. Населення Форальбергу розмовляє алеманським діалектом німецької мови, а тому ближче до швейцарців, ніж до населення більшої частини Австрії, яке розмовляє баварсько-австрійським діалектом. Основною індустрією Форальбергу є спортивний туризм, і кожен населений пункт має розвинуту інфраструктуру: транспорт, готелі тощо. 
|                                  |
| Меггерс на мапі округу та землі. |

Адреса управління громади: Weienried 80, 6900 Möggers. 

## Демографія
Історична динаміка населення міста за даними сайту Statistik Austria